# King Salmon
King Salmon és una concentració de població designada pel cens dels Estats Units a l'estat d'Alaska. Segons el cens del 2000 tenia 442 habitants.

## Demografia
Segons el cens del 2000, King Salmon tenia 442 habitants, 196 habitatges, i 105 famílies La densitat de població era d'1 habitant per km².
Dels 196 habitatges en un 30,1% hi vivien nens de menys de 18 anys, en un 44,4% hi vivien parelles casades, en un 4,6% dones solteres, i en un 46,4% no eren unitats familiars. En el 41,3% dels habitatges hi vivien persones soles l'1,5% de les quals corresponia a persones de 65 anys o més que vivien soles. El nombre mitjà de persones vivint en cada habitatge era de 2,26 i el nombre mitjà de persones que vivien en cada família era de 3,17.
Per edats la població es repartia de la següent manera: un 26,2% tenia menys de 18 anys, un 7% entre 18 i 24, un 35,7% entre 25 i 44, un 28,1% de 45 a 60 i un 2,9% 65 anys o més.
L'edat mediana era de 38 anys. Per cada 100 dones hi havia 122,1 homes. Per cada 100 dones de 18 o més anys hi havia 131,2 homes.
La renda mediana per habitatge era de 54.375 $ i la renda mediana per família de 64.375 $. Els homes tenien una renda mediana de 45.000 $ mentre que les dones 35.500 $. La renda per capita de la població era de 26.755 $. Aproximadament el 8,8% de les famílies i el 12,4% de la població estaven per davall del llindar de pobresa.

## Poblacions més properes
El següent diagrama mostra les poblacions més properes.